# Poccistraße (metropolitana di Monaco di Baviera)
La Poccistraße è una stazione della metropolitana di Monaco di Baviera, situata sulle linee U3 e U6. La stazione fu inaugurata il 28 agosto 1978, ed ha due binari.